# Звиниця
Зви́ниця (болг. Звиница) — село в Кирджалійській області Болгарії. Входить до складу общини Кирджалі.

## Населення
За даними перепису населення 2011 року у селі проживали 473 особи.
Національний склад населення села:
| Національність   | Кількість осіб | Відсоток |
| ---------------- | -------------- | -------- |
| турки            | 459            | 97,0%    |
| цигани           | 8              | 1,7%     |
| болгари          | 5              | 1,1%     |
| Всього відповіли | 473            |          |

Розподіл населення за віком у 2011 році:
Динаміка населення: